# Шахно, Богдан Брониславович
Богдан Брониславович Шахно (14 октября 1868, Юзефово, Двинского уезда   — 13 декабря 1955, Лодзь) — депутат Государственной думы I созыва от Витебской губернии.

## Биография
Польский дворянин Витебской губернии. Католик. Окончил гимназию. Выпускник юридического факультета Юрьевского университета со степенью кандидат прав.  С 1903 года земский гласный Двинского уезда. С 1904 почётный член Витебского общества сельских хозяев. Занимался сельским хозяйством, пользовался большим авторитетом как специалист по агрономии. Неоднократно получал высшие награды за экспонаты на сельскохозяйственных выставках. Землевладелец Двинского уезда.
Избран выборщиком от дворянства Двинского уезда. 26 марта 1906 избран в Государственную думу I созыва от общего состава выборщиков Витебского губернского избирательного собрания. Беспартийный. Автономист, входил в группу Западных окраин.
Вице-председатель Виленского Koła Filistrów (до 1939 года).  Вице-президент Виленского Земского Банка (Wil. Banku Ziemskiego), автор воспоминаний.

## Семья
- Брат — Мариан (1870—1923)[4]